# Centro Novo do Maranhão
Centro Novo do Maranhão é um município brasileiro do estado do Maranhão. Sua população é de 21.840 habitantes (Censo 2010).

## História
O município de Centro Novo do Maranhão foi criado em 10 de novembro de 1994. A Paróquia São Pedro Apostolo de Centro Novo do Maranhão foi criada em 8 de dezembro de 2012 por Dom Carlo Ellena, bispo da Diocese de Zé Doca-MA. E no dia 6 de janeiro de 2013 o Padre Elinaldo Cardoso Nunes tomou posse como primeiro pároco da cidade.

## Geografia
O município de Centro Novo do Maranhão possui uma extensão territorial de 8.401,002 quilômetros quadrados, ocupando a 5 posição entre os 217 municípios maranhenses em termos de área.

### Demografia
Segundo dados do Censo Demográfico de 2022, Centro Novo do Maranhão contava com 16.267 habitantes, resultando em uma densidade populacional de aproximadamente 1,94 habitante por quilômetro quadrado. No contexto estadual, o município ocupava a 121 posição em número de habitantes e a 216 em densidade demográfica comparando-se com outros municípios do estado do Maranhão. A estimativa populacional para o ano de 2024 era de 16.529 habitantes.

### Educação
Em 2010, a taxa de escolarização de crianças entre 6 e 14 anos em Centro Novo do Maranhão era de 87,7 %, colocando o município na 216 colocação entre os 217 do estado. Quanto ao Índice de Desenvolvimento da Educação Básica (IDEB) referente ao ano de 2023, os anos iniciais do ensino fundamental na rede pública apresentaram índice de 4,5 enquanto os anos finais atingiram 3,7.
| Taxa de escolarização de 6 a 14 anos de idade [2010]             | 87,7 %           |
| IDEB – Anos iniciais do ensino fundamental (Rede pública) [2023] | 4,5              |
| IDEB – Anos finais do ensino fundamental (Rede pública) [2023]   | 3,7              |
| Matrículas no ensino fundamental [2023]                          | 3.376 matrículas |
| Matrículas no ensino médio [2023]                                | 865 matrículas   |
| Docentes no ensino fundamental [2023]                            | 242 docentes     |
| Docentes no ensino médio [2023]                                  | 65 docentes      |
| Número de estabelecimentos de ensino fundamental [2023]          | 42 escolas       |
| Número de estabelecimentos de ensino médio [2023]                | 5 escolas        |

Fonte: IBGE

## Economia
Em 2021, o Produto Interno Bruto (PIB) per capita de Centro Novo do Maranhão foi de R$ 9.104,32, valor que colocava o município na 113 posição entre os 217 do estado do Maranhão.
| PIB per capita [2021]                                    | 9.104,32 R$ |
| Índice de Desenvolvimento Humano Municipal (IDHM) [2010] | 0,518       |

Fonte: IBGE
| Salário médio mensal dos trabalhadores formais [2022]                                             | 1,9 salários mínimos |
| Pessoal ocupado [2022]                                                                            | 1.504 pessoas        |
| População ocupada [2022]                                                                          | 9,25 %               |
| Percentual da população com rendimento nominal mensal per capita de até 1/2 salário mínimo [2010] | 52 %                 |

Fonte: IBGE